# Värnamo landskommun
Värnamo landskommun var en kommun i Jönköpings län.

## Administrativ historik
När 1862 års kommunalförordningar trädde i kraft den 1 januari 1863 inrättades denna landskommun i Värnamo socken i Östbo härad. I landskommunen ingick den samtidigt bildade municipalköpingen Värnamo (som tidigare varit friköping) vilken 1871 bröts ut och bildade Värnamo köping. 1947 uppgick denna landskommun i Värnamo stad som 1971 ombildades till Värnamo kommun.

## Politik

### Mandatfördelning i Värnamo landskommun 1938-1942
|  | 10 | 6 | 4 | 4 |

| 24 |

|  | 11 | 7 | 2 | 4 |

| 24 |